# 名もなきアフリカの地で
『名もなきアフリカの地で』（なもなきアフリカのちで、原題：Nirgendwo in Afrika、英題：Nowhere in Africa）は、カロリーヌ・リンク監督による2001年のドイツのドラマ映画。ナチスの迫害から逃れてアフリカに移住した一家を描く。原作はシュテファニー・ツヴァイクの自伝的小説『名もなきアフリカの地で』。
第75回アカデミー賞で外国語映画賞を受賞した。

## ストーリー
レドリッヒ家の父は弁護士として働く権利を奪われ、祖父はホテルを奪われる。それは、彼らがユダヤ人だからである。
1938年、母イエッテルと娘レギーナは、ナチスの迫害から逃れるため、先にケニアのロンガイへ行っている父ヴァルターの元へ向かう。レギーナはすぐにアフリカに馴染み、黒人の子どもたちや料理人のオウアとも仲良くなる。一方、母イエッテルは現実が受け入れられず、オウアに辛くあたり、夫には不平不満ばかり言う。そして、家族のために慣れない労働や狩りなどをするも上手くいかない父ヴァルターは自分の無力さを感じ、夫婦の間には小さないさかいが絶えなくなる。
しかし、時がたちイエッテルもケニアでの生活に少しずつ慣れ、「違う」ことの価値を認識し始める。やがて第二次世界大戦は終わり、ドイツに戻れることとなる。父は祖国に帰り判事として働きたいが、母はケニアに残りたいと主張する。

## キャスト
| 役名                   | 俳優                 | 日本語吹替 |
| ---------------------- | -------------------- | ---------- |
| イエッテル・レドリッヒ | ユリアーネ・ケーラー | 高島雅羅   |
| ヴァルター・レドリッヒ | メラーブ・ニニッゼ   | 堀内賢雄   |
| レギーナ（10代）       | カロリーネ・エケルツ | 今野宏美   |
| レギーナ（幼少時代）   | レア・クルカ         | 金田朋子   |
| ジュスキント           | マティアス・ハビッヒ | 小林勝彦   |
| 料理人オウア           | シデーデ・オンユーロ |            |

- その他の声の吹き替え：塚田正昭／奥田啓人／桑谷夏子／小林由美子／一木美名子／MAI／前田ゆきえ／杉原美和